# Eriostethus samoanus
Eriostethus samoanus là một loài tò vò trong họ Ichneumonidae.